# Temporada 1969 del Campeonato de España de Rally
La temporada 1969 fue la edición 13.ª del Campeonato de España de Rally. El calendario estaba compuesto de diez pruebas puntuables, empezando el 8 de febrero en el Rally Costa Brava y terminando el 8 de diciembre en el Rally Costa del Sol. El ganador fue José María Palomo que con tres victorias superó al subcampeón «Gregorio» en tan solo dos puntos de ventaja.

## Calendario
| N.º | Fecha                          | Rally                       | Superficie     | Series |
| --- | ------------------------------ | --------------------------- | -------------- | ------ |
| 1   | 8-9 de febrero                 | 17.º Rally Costa Brava      | Asfalto        |        |
| 2   | 8-9 de marzo                   | 10º Rally Vasco Navarro     | Asfalto        |        |
| 3   | 5-6 de julio                   | 3.º Rally de Orense         | Asfalto        |        |
| 4   | 8-10 de agosto                 | 7.º Rally a las Rías Bajas  | Asfalto/tierra |        |
| 5   | 16-19 de octubre               | 17.º RACE Rallye de España  | Asfalto        | ERC    |
| 6   | 31 de octubre - 2 de noviembre | 3.º Rally Firestone         | Asfalto        |        |
| 7   | 8-9 de noviembre               | 11.º Rally 2000 Virajes     | Asfalto        |        |
| 8   | 15-16 de noviembre             | 3.º Rally Barcelona-Andorra | Asfalto        |        |
| 9   | 6-8 de diciembre               | 6.º Rally Costa del Sol     | Asfalto        |        |

## Equipos
| Equipo                   | Vehículo           | Piloto               | Copiloto                | Rondas           |
| Equipos privados         | Equipos privados   | Equipos privados     | Equipos privados        | Equipos privados |
| ------------------------ | ------------------ | -------------------- | ----------------------- | ---------------- |
| RACC Motorsport          | Porsche 911 R      | José María Palomo    | Ramón Serra             | 3                |
| RACC Motorsport          | Porsche 911 R      | José María Palomo    | Alberto Gabarró         | 4                |
| RACC Motorsport          | Porsche 911 R      | José María Palomo    | José Adell              | 7-9              |
|                          | Renault 8          | «Gregorio»           | Emilio Rodríguez Zapico | 2-4              |
| Alpine-Renault A110 1440 | 10                 | «Gregorio»           | Emilio Rodríguez Zapico |                  |
| Alpine-Renault A110 1440 | Ricardo Antolín    | «Gregorio»           | 8-9                     |                  |
|                          | Lancia Fulvia      | Eladio Doncel        | «Rene»                  | 1-2              |
| Alfa Romeo Giulia GTA    | 6                  | Eladio Doncel        | «Rene»                  |                  |
| Lancia Fulvia 1.6 Coupé  | Juan Antonio Conde | Eladio Doncel        | 4                       |                  |
| Porsche 911 L            | Ricardo Muñoz      | Eladio Doncel        | 8                       |                  |
| Escudería Repsol         | Abarth 2000 OT     | Manuel Juncosa       | Artemio Eche            | 1, 4, 7-8        |
| Escudería Repsol         | Lancia Fulvia      | José Manuel Lencina  | Ángel Luis Caballero    | 3, 5, 7-8        |
| Escudería Repsol         | Lancia Fulvia      | Alberto Ruiz-Giménez | Jaime Segovia           | 1-3, 5, 7        |
| Escudería Repsol         | Porsche 911        | Alberto Ruiz-Giménez | Jaime Segovia           | 4, 6, 8          |

## Resultados

### Campeonato de pilotos
- Resultados incompletos.

| Pos. | Piloto               | CBR | VCN | OUR | RBX | ESP | FIR | 2VI | BAN | CDS | Puntos |
| ---- | -------------------- | --- | --- | --- | --- | --- | --- | --- | --- | --- | ------ |
| 1.   | José María Palomo    |     |     | 1   | 1   | Ret | 2   | 1   | 3   | Ret | 256    |
| 2.   | «Gregorio»           |     | 4   | 5   | Ret | 9   | Ret | 3   | 1   | 1   | 254    |
| 3.   | Eladio Doncel        | 4   | 6   | 11  | 3   |     | 3   | EXC | Ret |     | 158    |
|      | Alberto Ruiz-Giménez | 3   | 3   | 6   | Ret | 4   | Ret | ?   | Ret |     |        |
|      | Estanislao Reverter  | 1   |     |     | 2   | Ret | Ret | Ret |     |     |        |
|      | Bernard Tramont      |     | 1   | 3   |     |     | Ret |     | 5   |     |        |
|      | Marc Etchebers       |     | 7   |     |     |     | 1   |     |     | Ret |        |
|      | José Pavón           |     |     | 2   |     |     | 5   |     |     | 3   |        |